# Élection présidentielle taïwanaise de 2000
 (mars 2019).
Si vous disposez d'ouvrages ou d'articles de référence ou si vous connaissez des sites web de qualité traitant du thème abordé ici, merci de compléter l'article en donnant les références utiles à sa vérifiabilité et en les liant à la section « Notes et références ».
L'élection présidentielle taïwanaise de 2000 s'est déroulée en république de Chine (Taïwan) le 18 mars 2000.

## Résultats
| Président                       | Président                       | Vice président                  | Parti                           | Voix       | %      |
| ------------------------------- | ------------------------------- | ------------------------------- | ------------------------------- | ---------- | ------ |
|                                 | Chen Shui-bian                  | Annette Lu                      | Parti démocrate progressiste    | 4 977 737  | 39,3   |
|                                 | James Soong                     | Chang Chau-hsiung               | Indépendants                    | 4 664 932  | 36,8   |
|                                 | Lien Chan                       | Vincent Siew                    | Kuomintang                      | 2 925 513  | 23,1   |
|                                 | Hsu Hsin-liang                  | Josephine Chu                   | Indépendants                    | 79 429     | 0,63   |
|                                 | Li Ao                           | Elmer Fung                      | Nouveau Parti                   | 16 782     | 0,13   |
| Total (participation : 82,69 %) | Total (participation : 82,69 %) | Total (participation : 82,69 %) | Total (participation : 82,69 %) | 12 664 393 | 100,00 |